# クライマー (自転車競技)
自転車競技のロードレースにおけるクライマー (英: climber) は、山岳地域における長距離の登坂を得意とするタイプの選手。グランパー、グランペール(仏: Grimpeur)などとも呼ばれる。

## 特徴
このタイプには、一般的には小柄で細身の選手が多い。体重の軽さを活かし、重力に逆らいつつ走らなくてはいけない上り坂で活躍する。プロ選手ともなるとその登坂能力は桁外れであり、普通の人間なら押して上ってしまうような激坂でさえ、ロードレーサーでスイスイと上っていく。その反面、パワーの絶対量では劣るため、空気抵抗に逆らって長時間平地を高速で走り続けたり、平坦なコースのゴール前で競り合うことは苦手とする。

## レースでの役割
ステージレースでは、平坦ステージやタイムトライアルでは活躍する機会がないが、身の軽さを活かして、山岳ステージで活躍する。
アシストとしては、主に山岳ステージの上りで、一定ペースで集団を牽引することでレースにリズムを作り出し、総合優勝を狙うエース選手を引き上げたり、他チームの有力選手に揺さぶりをかけるという重要な役目を務める（例：2006年ブエルタ・ア・エスパーニャにおけるアスタナ・チームのアンドレイ・カシェチキン、2007年ジロ・デ・イタリアにおけるサウニエルデュバルのレオナルド・ピエポリなど）。
グランツールでもエースとなるような有力クライマーは山岳賞を狙うほか、複数の厳しい上りが設定された山岳ステージでは選手の登坂力が如実に反映され、大きなタイム差がつくことが多いため、そこで勝負を仕掛けて他の選手達を大きく引き離し、タイムトライアルでの不利をカバーすることで総合優勝も獲得しにいく（ツール・ド・フランスなら1998年のマルコ・パンターニや2008年のカルロス・サストレが、ジロ・デ・イタリアなら2001年と2003年のジルベルト・シモーニ、あるいは2004年のダミアーノ・クネゴがその成功例）。
世界選手権やクラシックレースをはじめとしたワンデイレースは、ステージレースに比べて高速でレースが推移し、かつ総距離に占める坂の割合が低いレースが多いため、パワーに劣るクライマーが活躍できる場面は少ないが、多数の長い上り坂が設定されたジロ・ディ・ロンバルディアやヒルクライムレースではエースとして活躍する。

## 代表的な選手

### 2010年代以降の選手
- ヨナス・ヴィンゲゴー（デンマーク）
  - ツール・ド・フランス総合優勝2回 (2022, 2023)、ツール・ド・フランス山岳賞1回(2022)、イツリア・バスク・カントリー総合優勝1回 (2023)、 クリテリウム・デュ・ドーフィネ総合優勝1回 (2023)、ティレーノ〜アドリアティコ総合優勝1回 (2024)、ツール・ド・ポローニュ総合優勝1回 (2024)、セッティマーナ・インテルナツィオナーレ・ディ・コッピ・エ・バルタリ総合優勝1回 (2021)
- エガン・ベルナル（コロンビア）
  - ツール・ド・フランス総合優勝1回 (2019)、ジロ・デ・イタリア総合優勝1回 (2021)、ツール・ド・スイス総合優勝1回 (2019)、パリ〜ニース総合優勝1回 (2019)、ツール・ド・ロマンディ総合優勝1回 (2018)、ツアー・オブ・カリフォルニア総合優勝1回 (2018)
- セップ・クス（アメリカ）
  - ブエルタ・ア・エスパーニャ総合優勝1回 (2023)、ブエルタ・ア・ブルゴス 総合優勝1回 (2024)
- ジャイ・ヒンドレー（オーストラリア）
  - ジロ・デ・イタリア総合優勝1回 (2022)
- ジェイ・ヴァイン（オーストラリア）
  - ブエルタ・ア・エスパーニャ 山岳賞1回 (2024)、ツアー・ダウンアンダー総合優勝1回 (2023)
- ベン・オコナー（オーストラリア）
  - 世界選手権個人ロード 銀メダル (2024)
- エンリク・マス（スペイン）
  - ブエルタ・ア・エスパーニャ 新人賞2回 (2018, 2020)、ツアー・オブ・広西総合優勝1回 (2019)
- リチャル・カラパス（エクアドル）
  - ジロ・デ・イタリア総合優勝1回 (2019)、 ツール・ド・フランス 山岳賞1回(2024)、ブエルタ・ア・エスパーニャ 山岳賞1回 (2022)、オリンピック個人ロード 金メダル (2021・東京) 、ツール・ド・スイス  総合優勝1回 (2021)
- サンティアゴ・ブイトラゴ（英語版）（コロンビア）
- セルヒオ・イギータ（コロンビア）
  - ボルタ・ア・カタルーニャ総合優勝1回 (2022)
- パヴェル・シヴァコフ（フランス）
  - ツール・ド・ポローニュ総合優勝1回 (2019)、ツアー・オブ・ジ・アルプス総合優勝1回 (2019)、ブエルタ・ア・ブルゴス総合優勝1回 (2022)
- ダヴィド・ゴデュ（フランス）
- エディ・ダンバー（英語版）（アイルランド）
  - セッティマーナ・インテルナツィオナーレ・ディ・コッピ・エ・バルタリ総合優勝1回 (2022)
- ロレンツォ・フォルトゥナート（英語版）（イタリア）
  - ジロ・デ・イタリア 山岳賞1回 (2025)
- ローレンス・デ・プルス（ベルギー）
- ジュリオ・チッコーネ（イタリア）
  - ジロ・デ・イタリア 山岳賞1回 (2019)、ツール・ド・フランス 山岳賞1回 (2023)、クラシカ・サンセバスティアン優勝1回 (2025)
- クーン・バウマン（オランダ）
  - ジロ・デ・イタリア 山岳賞1回 (2022)、セッティマーナ・インテルナツィオナーレ・ディ・コッピ・エ・バルタリ総合優勝1回 (2024)
- ミゲル・アンヘル・ロペス（コロンビア）
  - ボルタ・ア・カタルーニャ総合優勝1回 (2019)、ツール・ド・スイス総合優勝1回 (2016)

- マルク・ソレル （スペイン）
  - パリ～ニース 総合優勝1回 (2018)
- エマヌエル・ブッフマン（ドイツ）
- ワレン・バルギル（フランス）
  - ツール・ド・フランス 山岳賞1回 (2017)
- ロマン・バルデ（フランス）
  - ツール・ド・フランス 山岳賞1回 (2019)、世界選手権個人ロード 銀メダル (2018)
- ミケル・ランダ（スペイン）
  - ジロ・デ・イタリア 山岳賞1回 (2017)、ブエルタ・ア・ブルゴス総合優勝2回 (2017, 2021)
- ナイロ・キンタナ（コロンビア）
  - ジロ・デ・イタリア総合優勝1回 (2014)、ブエルタ・ア・エスパーニャ総合優勝1回 (2016)、ツール・ド・フランス 山岳賞1回 (2013)、 イツリア・バスク・カントリー総合優勝1回 (2013)、ボルタ・ア・カタルーニャ総合優勝1回 (2016)、ツール・ド・ロマンディ総合優勝1回 (2016)、ティレーノ〜アドリアティコ総合優勝2回 (2015, 2017)
- ラファウ・マイカ（ポーランド）
  - ツール・ド・フランス 山岳賞2回 (2014, 2016)、ツール・ド・ポローニュ総合優勝1回 (2014)、オリンピック個人ロード 銅メダル (2016・リオデジャネイロ)
- エステバン・チャベス（コロンビア）
  - イル・ロンバルディア優勝1回 (2016)
- ファビオ・アル（イタリア）
  - ブエルタ・ア・エスパーニャ総合優勝1回 (2015)
- ティボー・ピノ（フランス）
  - ツール・ド・フランス 新人賞1回 (2014)、ジロ・デ・イタリア 山岳賞1回 (2023)、イル・ロンバルディア優勝1回 (2018)
- ワウト・プールス（オランダ）
  - リエージュ〜バストーニュ〜リエージュ優勝1回(2016)、ブエルタ・ア・アンダルシア総合優勝1回 (2022)
- ステフェン・クライスヴァイク（オランダ）
- マイケル・ウッズ（カナダ）
  - 世界選手権個人ロード 銅メダル (2018)
- ダニエル・マーティン（アイルランド）
  - イル・ロンバルディア優勝1回 (2014)、リエージュ〜バストーニュ〜リエージュ優勝1回 (2013)、ボルタ・ア・カタルーニャ総合優勝1回 (2013)、ツール・ド・ポローニュ総合優勝1回 (2010)
- ヤコブ・フルサン（デンマーク）
  - イル・ロンバルディア優勝1回 (2020)、リエージュ〜バストーニュ〜リエージュ優勝1回 (2019)、 クリテリウム・デュ・ドーフィネ総合優勝2回 (2017, 2019)、 オリンピック個人ロード 銀メダル (2016・リオデジャネイロ)
- ドメニコ・ポッツォヴィーヴォ（イタリア）
  - ジロ・デル・トレンティーノ総合優勝 (2012)
- ホアキン・ロドリゲス（スペイン）
  - ジロ・デ・イタリア ポイント賞1回 (2012)、ブエルタ・ア・エスパーニャ 山岳賞1回 (2005)、イル・ロンバルディア優勝2回 (2012, 2013)、フレッシュ・ワロンヌ優勝1回 (2012)、ボルタ・ア・カタルーニャ総合優勝1回 (2010)、イツリア・バスクカントリー総合優勝1回 (2015)、ブエルタ・ア・ブルゴス総合優勝1回 (2011)、UCIワールドランキング2010 総合優勝
- ピエール・ロラン（フランス）
  - ツール・ド・フランス 新人賞1回 (2011)
- フランコ・ペッリツォッティ（イタリア）
  - ツール・ド・フランス 山岳賞1回 (2009)、セッティマーナ・インテルナツィオナーレ・ディ・コッピ・エ・バルタリ総合優勝1回 (2005)

### 過去の選手
- シャルリー・ゴール（ルクセンブルク） - ツール・ド・フランス総合優勝1回 (1958)・山岳賞2回 (1955, 1956)、ジロ・デ・イタリア総合優勝2回 (1956, 1959)・山岳賞2回 (1956, 1959)
- フェデリコ・バーモンテス（スペイン） - ジロ・デ・イタリア山岳賞1回 (1956)、ツール・ド・フランス総合優勝1回 (1959)、山岳賞6回 (1954, 1958, 1959, 1962-1964)、ブエルタ・ア・エスパーニャ山岳賞2回 (1957, 1958)、史上初の全グランツール山岳賞受賞達成者
- ルイス・オカーニャ （スペイン） - ツール・ド・フランス総合優勝1回 (1973)、ブエルタ・ア・エスパーニャ総合優勝1回 (1970)・山岳賞1回 (1969)
- ルシアン・ファン・インプ（ベルギー） - ジロ・デ・イタリア山岳賞2回 (1982, 1983)、ツール・ド・フランス総合優勝1回 (1976)、山岳賞6回 (1971, 1972, 1975, 1977, 1983)
- ペドロ・デルガド（スペイン） - ツール・ド・フランス総合優勝1回 (1988)、ブエルタ・ア・エスパーニャ総合優勝2回 (1985, 1989)
- ルイス・エレラ（コロンビア） - ジロ・デ・イタリア山岳賞1回 (1989)、ツール・ド・フランス山岳賞2回 (1985, 1987)、ブエルタ・ア・エスパーニャ総合優勝1回 (1987)・山岳賞2回 (1987, 1991)、史上2人目の全グランツール山岳賞受賞達成者
- クラウディオ・キアプッチ（イタリア） - ジロ・デ・イタリア山岳賞3回 (1990, 1992, 1993)、ツール・ド・フランス山岳賞2回 (1991, 1992)
- リシャール・ヴィランク（フランス） - ツール・ド・フランス山岳賞7回 (1994-1997, 1999, 2003, 2004)（史上最多）
- マルコ・パンターニ（イタリア） - ダブルツール達成 (1998)、ラルプ・デュエズ最速登坂記録保持者
- ロベルト・エラス（スペイン） - ブエルタ・ア・エスパーニャ総合優勝3回 (2000, 2003, 2004)
- ジルベルト・シモーニ（イタリア） - ジロ・デ・イタリア総合優勝 (2001, 2003)
- レオナルド・ピエポリ（イタリア） - ジロ・デ・イタリア山岳賞 (2007)
- リカルド・リッコ（イタリア）
- エマヌエーレ・セッラ (イタリア)
- ホセバ・ベロキ（スペイン）
- イバン・マヨ（スペイン）
- イヴァン・バッソ（イタリア） - ジロ・デ・イタリア総合優勝 (2006, 2010)
- カルロス・サストレ（スペイン） - ツール・ド・フランス総合優勝 (2008)、ブエルタ・ア・エスパーニャ山岳賞 (2000)
- ダヴィ・モンクティエ　(フランス)   -ブエルタ・ア・エスパーニャ山岳賞4回(2008,2009,2010,2011)
- フランク・シュレク　(ルクセンブルク)
- アンディ・シュレク　(ルクセンブルク)　-ツール・ド・フランス総合優勝 (2010)、新人賞 (2008,2009,2010)、リエージュ～バストーニュ～リエージュ優勝 (2009)、ジロ・デ・イタリア新人賞 (2007)

なお、ランス・アームストロング（アメリカ）、アルベルト・コンタドール（スペイン）、クリス・フルーム（イギリス）といった選手も傑出した登坂力を持ち、かつ山岳ステージでの優勝も多く経験しているが、彼らはタイムトライアルでも顕著な実績を挙げており、クライマーではなくオールラウンダーに分類されることが多い。また、アルフレッド・ビンダ、ファウスト・コッピ、ジーノ・バルタリ（いずれもイタリア）も同様にオールラウンダーに分類されることが多い（ちなみにジーノ・バルタリは英語版ではクライマーとされている）。